# Sanç d'Alburquerque
Sanç d'Alburquerque (Sevilla, 1342 - 1375) fou infant de Castella i comte d'Alburquerque.

## Orígens familiars
Novè fill il·legítim que el rei Alfons XI de Castella tingué amb Elionor de Guzmán, descendent directe d'Alfons IX de Lleó. Fou germà petit d'Enric II de Castella i germanastre de Pere I de Castella.

## Lluites contra Pere I
L'infant Sanç d'Alburquerque, conjuntament amb l'infant Enric de Castella (futur Enric II de Castella), l'infant Federic Alfons (germà bessó de l'anterior) i l'infant Tello, van lluitar contra el seu germanastre Pere I de Castella, un monarca autoritari i cruel, que el 1351 havia ordenat i disposat que la reina vídua i mare dels seus germans fos maltractada, colpejada, amenaçada, vexada, empresonada injustament, torturada pel mateix Pere I, i salvatgement assassinada.
Així mateix Sanç va participar en la revolta dels nobles castellans contra les arbitrarietats del seu germà en la seva política.

## Núpcies i descendents
Es casà el 1373 amb Beatriu de Portugal, filla de Pere I de Portugal i la seva tercera esposa Agnès de Castro. D'aquesta unió nasqueren:
- l'infant Ferran Sanxes d'Alburquerque (1373-?), comte d'Alburquerque
- la infanta Elionor d'Alburquerque (1374-1435), casada el 1395 amb el comte-rei Ferran I d'Aragó

Sanç d'Alburquerque morí el 1375.